# Oblast Loehansk
De oblast Loehansk (Oekraïens: Луганська область, Luhans’ka oblast’) is een oblast (een soort provincie) in de regio Donbas in het oosten van Oekraïne met 2.121.322 inwoners (2021). De hoofdstad van de oblast is de gelijknamige stad Loehansk die vernoemd is naar de rivier de Loehan. Sinds de Oorlog in Oost-Oekraïne die in 2014 begon, is die stad echter niet meer onder controle van de Oekraïense regering, en werden de delen van de oblast die nog wel in handen van de Oekraïense overheid waren de facto geregeerd vanuit de stad Sjevjerodonetsk.
Op 12 mei 2014 werden, met Russische militaire hulp, meerdere grote steden ingenomen en werd de oblast Loehansk door separatistische rebellen uitgeroepen tot de volksrepubliek Loegansk en de naastgelegen oblast Donetsk tot volksrepubliek Donetsk. Sindsdien wordt er hevig gevochten tussen de pro-Russische separatisten en het Oekraïense leger. De meeste landen beschouwen het uitroepen en erkennen van de afsplitsingen van Oekraïne als een schending van het internationaal recht, de territoriale integriteit van een land, en de Minsk-akkoorden.
Op 21 februari 2022 erkende de Russische president Vladimir Poetin de onafhankelijkheid van de volksrepublieken Loegansk en Donetsk. Deze zogenaamde erkenning door Rusland diende vooral om de aanwezigheid van Russische troepen in de Donbas te legitimeren. Drie dagen later viel Rusland vanuit meerdere kanten Oekraïne binnen.
Voor de Russische invasie hadden de rebellen maar een derde (8656 km²) van de oblast Loehansk in handen, en woonde meer dan de helft van de totale bevolking (1.464.039) van de oblast in het bezette gebied. Tijdens de Russische invasie veroverden de pro-Russische separatisten onder andere Sjevjerodonetsk en Lysytsjansk. Op 3 juni 2022 verklaarde de Russische minister van Defensie Sergej Sjojgoe dat met de 'bevrijding' van voornoemde steden het gehele territorium van de oblast Loehansk onder de autoriteit van de volksrepubliek Loegansk was gekomen. Op 10 september 2022 trok het Oekraïense leger de oblast weer binnen nadat het in de dagen daarvoor grote delen van de aangrenzende oblast Charkov had heroverd.
Op 30 september 2022, ruim een halfjaar na het begin van de Russische invasie van Oekraïne, trad Loehansk onder Russische bezetting als oblast de facto toe tot Rusland, na een zwaar omstreden referendum van vijf dagen. Deze annexatie wordt door het grootste deel van de internationale gemeenschap gezien als illegaal.

## Geografie
De oblast Loehansk ligt in het Donetsbekken, in het oosten van Oekraïne en grenst in het zuidwesten aan de oblast Donetsk (met daarin de volksrepubliek Donetsk), in het noordwesten aan de oblast Charkov, en aan de oostgrens met de Russische Federatie.
De oblast kent vele steden, die dicht bij elkaar liggen. Belangrijke steden zijn:
- Loehansk (de jure hoofdstad, bezet vanaf 2014 en niet gecontroleerd door Oekraïne)
- Sorokyne (bezet vanaf 2014 en niet gecontroleerd door Oekraïne)
- Sjevjerodonetsk (de facto hoofdstad tot juni 2022, nu bezet en niet meer gecontroleerd door Oekraïne)
- Lysytsjansk (bezet vanaf 2 juli 2022 en niet meer gecontroleerd door Oekraïne)
- Kadijivka (nu bezet en niet gecontroleerd door Oekraïne)
- Dovzjansk
- Chroestalny (nu bezet en niet gecontroleerd door Oekraïne)
- Altsjevsk (nu bezet en niet gecontroleerd door Oekraïne)

## Bevolking
Op 1 januari 2021 telde de oblast Loehansk naar schatting 2.121.322 inwoners, oftewel 5% van de Oekraïense bevolking. Een overgrote meerderheid van de bevolking woont in steden (1.848.299 personen; 87,1%), waarmee de oblast de op twee na hoogste urbanisatiegraad in Oekraïne heeft. Slechts 12,9% van de bevolking leefde in dorpen op het platteland, in totaal 273.023 personen.
De bevolking van de oblast Loehansk bestaat grotendeels uit etnische Oekraïners, maar de bevolking is grotendeels Russischsprekend. Etnische Oekraïners vormen met 1,47 miljoen personen ongeveer 58% van de totale bevolking. Onder de minderheden vormen de autochtone Russen met 991.825 personen (39%) veruit de grootste bevolkingsgroep. Andere minderheidsgroepen zijn de Wit-Russen (0,8%), Tataren, Armeniërs, Moldaviërs, Azerbeidzjanen, Joden, Roma, Polen, Georgiërs, Bulgaren, Duitsers, Tsjoevasjen en Grieken. Oekraïners vormen de meerderheid in alle rajons, behalve in Stanytsia-Luhanska Raion en Krasnodon Raion, die beide in het uiterste oosten van de oblast liggen. Ook in de grotendeels Russischtalige steden Sorokyne, Sverdlovsk, Krasnyi Loetsj en Kadijivka vormen etnische Oekraïners een minderheid.
Volgens de volkstelling van 2001 spraken 1.748.589 van de 2.540.191 inwoners Russisch als moedertaal, oftewel 68,84% van de totale bevolking. Ongeveer 30% noemde zichzelf Oekraïenstalig. De Russischtalige bevolking overheerst in het zuidelijke deel van de regio en rond de stad Loehansk, terwijl de noordelijke regio minder bevolkt is, voornamelijk agrarisch en Oekraïens.

## Etymologie
Loehansk is vernoemd naar de rivier de Loehan. In de loop der jaren is de oblast Loehansk vele keren van naam veranderd, gelijktijdig met de gelijknamige hoofdstad Loehansk. Zo heette de hoofdstad Loehansk van 1935 tot 1958 Vorosjilovgrad, als eerbetoon aan de Sovjet-Russische generaal Kliment Vorosjilov, die niet ver van de stad was geboren. De naam werd na de dood van Jozef Stalin op 5 maart 1958 weer veranderd in Loehansk. Op 2 december 1969 overleed Vorosjilov, waarop men de naam van de stad opnieuw veranderde in Vorosjilovgrad en die van de oblast in oblast Vorosjilovgrad. Uiteindelijk gaf het Oekraïense parlement op 4 mei 1990 aan de stad en de oblast hun historische namen weer terug.